# Obersaasheim
Obersaasheim é uma comuna francesa na região administrativa de Grande Leste, no departamento Alto Reno. Estende-se por uma área de 12,84 km². Em 2010 a comuna tinha 1 034 habitantes (densidade: 80,5 hab./km²).